# Туякбаева, Баян Туматаевна
Бая́н Тумата́евна Туякбае́ва (каз. Баян Тұматайқызы Тұяқбаева) — заслуженный архитектор Казахской ССР, член-корреспондент Международной академии архитектуры стран Востока, кандидат архитектуры.

## Научная и общественная деятельность
По окончании в 1968 г. Архитектурного отделения Казахского политехнического института им. В. В. Ленина была распределена в мастерскую № 3 ГГПИ «Казгорстройпроект» по проектированию жилых комплексов городка нефтяников «Новый Узень», где ранее (студенткой) участвовала в экспериментальном проектировании традиционной для юго-западных регионов Казахстана низкоплотной застройки (рук. Т. Басенов, А. Кнаур) и в разработке Всесоюзного конкурсного проекта застройки центра г. Алма-Ата (рук. Н. И. Рипинский, В. Гостев, Е. Васякин).
В 1969 г. Госстроем КазССР была по рекомендации Министерства Культуры направлена на реставрацию мавзолея-ханаки Ходжи Ахмеда Яссави (также известного как мавзолей «Хазрет султан») в городе Туркестан. В 1970—1971 гг. для прохождения стажировки и сбора архивно-библиографических материалов по памятнику её и архитектора А. Проскурина командируют в Ташкент, в Управление охраны и реставрации памятников НИИ Искусствознания им. Хамзы министерства культуры Узбекской ССР. Под руководством доктора искусствоведения Л. Ю. Маньковской, Б. Т. Туякбаевой и А. Н. Проскуриным проводится исследование и разработка комплексного проекта реставрации этого выдающегося памятника средневекового зодчества, включенного ЮНЕСКО в 2003 г. в списки Всемирного наследия. Проект рассматривался и был одобрен 29.10.1972 г. на расширенном научно-методическом совете министерства культуры КазССР, проходившего под председательством заместителя председателя совета министров КазССР Жаныбекова Ш. Ж. при участии уполномоченных представителей научно-методических советов Минкультуры ССР, Узбекистана, Грузии, ведущих в области культурного наследия ученых Казахстана, председателей Союза Архитекторов и Союза Художников, Общества охраны памятников.
В 1972—1980 гг. осуществляется реализация этого проекта: памятник очищен от культурных наслоений, восстановлены интерьеры — полы, суфы, панели, михраб, камины, 24 винтовые лестницы, проведена консервация вскрытых настенных росписей в помещениях мечети, усыпальницы и джамаатханы («дома собрания»), восстановление разрушенных куполов портальной группы, худжр, коридоров, балконов двух ярусов шести главных помещений комплекса. Осуществлена стяжка оседающей арки портала (с участием специалистов Росреставрации и комбината «Ачполиметал»). По реставрации фасадов памятников наиболее сложным было восстановление утраченного эпиграфического декора, сплошь покрывавшего стены и подкупольные конструкции здания, а также совершенно обрушенного мозаичного декора купола усыпальницы. В 1980 году реставрация памятника была завершена и постановлением правительства открыт музей (технически и экономически на этот период невозможными были работы по подводки фундаментов здания и гидроизоляции его оснований: вопрос был отклонен на заседании межведомственной комиссии Совета министров СССР в 1982 г.).
С созданием в 1980 году института «Казпроектреставрация» под руководством Б. Т. Туякбаевой в целях предотвращений сноса памятников на осваиваемых городских, промышленных и сельскохозяйственных территориях республики начались масштабные исследовательские работы по выявлению, паспортизации и постановке на государственный учёт памятников истории и культуры. Тогда же по её инициативе принимаются ряд Постановлений Правительства Республики и Закон об охране и использовании памятников истории и культуры. За этот период взято под охрану государства около 25 тысяч памятников истории, археологии, архитектуры, градостроительного и мономентального искусства, разработано 28 историкоградостроительных опорных планов, городов и населенных мест, имеющих памятники, подготовлен к изданию Свод памятников истории и культуры Чимкентской (ныне Южно-Казахстанской) и Джамбульской (ныне Жамбылской) областей. По её инициативе и непосредственном участии было создано порядка 50 учреждений в области изучения, охраны и реставрации объектов культурного наследия. Формирование этой отрасли культуры завершилось созданием в 1993 году Департамента Историко-культургого наследия Министерства Культуры РК, директором которого, Постановлением Правительства была назначена Б. Т. Туякбаева. Участвуя в полевой сезон в экспедициях института, Б. Т. Туякбаева проводит работу по привлечению местных специалистов и студентов к поисковым и спасательным работам, подготовке профессиональной и научной базы отрасли. С ликвидацией в 1995 г. этой отрасли в системе Министерства Культуры РК, она участвует в создании Национальной компании «Шелковый путь — Казахстан» и возглавляет её Научно-производственный центр «Историко-культурное наследие».
Научная и общественная деятельность Б. Туякбаевой в эти годы была связана с деятельностью союзных и международных организации в области культурного наследия. В 1981 году она возглавляет Казахскую инициативную группу ИКОМОС (Международный совет ЮНЕСКО по вопросам памятников и достопримечательных мест), а с 1984—1996 гг. избирается Председателем Регионального совета ИКОМОС республик Средней Азии, Казахстана и Азербайджана. По этой линии ей удается ежегодно организовывать стажировку для казахстанских специалистов за рубежом (в России, Италии, Норвегии, Турции, Индии). Под её руководством разработаны и утверждены соответствующими органами ряд национальных и международных программ и проектов, в том числе по изданию 10-томного Свода памятников истории и культуры, Программы ТЮРКСОЙ по сохранению и развитию материального и нематериального культурного наследия тюркоязычных народов, «Возрождению исторических центров Шелкового пути, сохранению и преемственному развитию культурного наследия тюркоязычных государств, созданию инфраструктуры туризма», регенерации средневекового ядра г. Туркестана и исторических центров гг. Алматы, Тараза, Уральска, Форт-Шевченко, а также созданию в г. Алматы музея кочевых цивилизаций и военного искусства. Ею опубликовано порядка 200 статей, 3 монографии, ряд научно-популярных фильмов по культурному наследию.

## Семья
Муж - Алексей Проскурин, архитектор-реставратор, дети - Николай и Жанна.

## Некоторые активно цитируемые публикации Баян Туякбаевой
- Проскурин А. Н., Туякбаева Б. Т. Научные исследования и их главная роль при реставрации памятников архитектуры. Архитектура и стр-во / КазПТИ, 1975, вып.4, стр.129—132.
- Туякбаева Б. Т. Эпиграфический декор архитектурного комплекса Ахмеда Ясави. — Алма-Ата: "Онер", 1989. — 172 с. — (серия "Памятники зодчества Казахстана"). — ISBN 5-89840-076-1.
- Туякбаева Б., Проскурин А. Мировоззренческие основы функционально-планировочной структуры ханаки Ахмеда Ясави: [Памятник архитектуры XIV в.] // Памятники истории и культуры Казахстана. — 1989. — Вып.4. — стр.106—116.
- Проскурин А. Н., Туякбаева Б. Т. Историко-архитектуное наследие г. Туркестан. Отан Тарихы=Отечественная История, 2000, № 3/4, с.19—24.
- Туякбаева Б. Т. Алматы: древний, средневековый, колониальный, советский этапы урбанизации. — Алма-Ата: World Discovery, 2008. — 245 с. — ISBN 9965-32-676-2.